# Tàngara alablanca
La tàngara alablanca (Lanio versicolor) és un ocell de la família dels tràupids (Thraupidae).

## Hàbitat i distribució
Habita la selva pluvial, a les terres baixes a l'est del Perú, nord de Bolívia i Brasil amazònic, al sud del riu Amazones, cap a l'est fins l'est de Pará i, més cap al sud, al nord-oest de Mato Grosso.